# 黑帶鰕鱂
黑帶鰕鱂為輻鰭魚綱鯉齒目鰕鱂亞目溪鱂科的其中一種，為熱帶淡水魚，分布於南美洲巴西與烏拉圭淡水流域，體長可達5公分，棲息在底中層水域，生活習性不明，可做為觀賞魚。

## 擴展閱讀
維基物種上的相關：黑帶鰕鱂